# Jungfru Marie smärtor

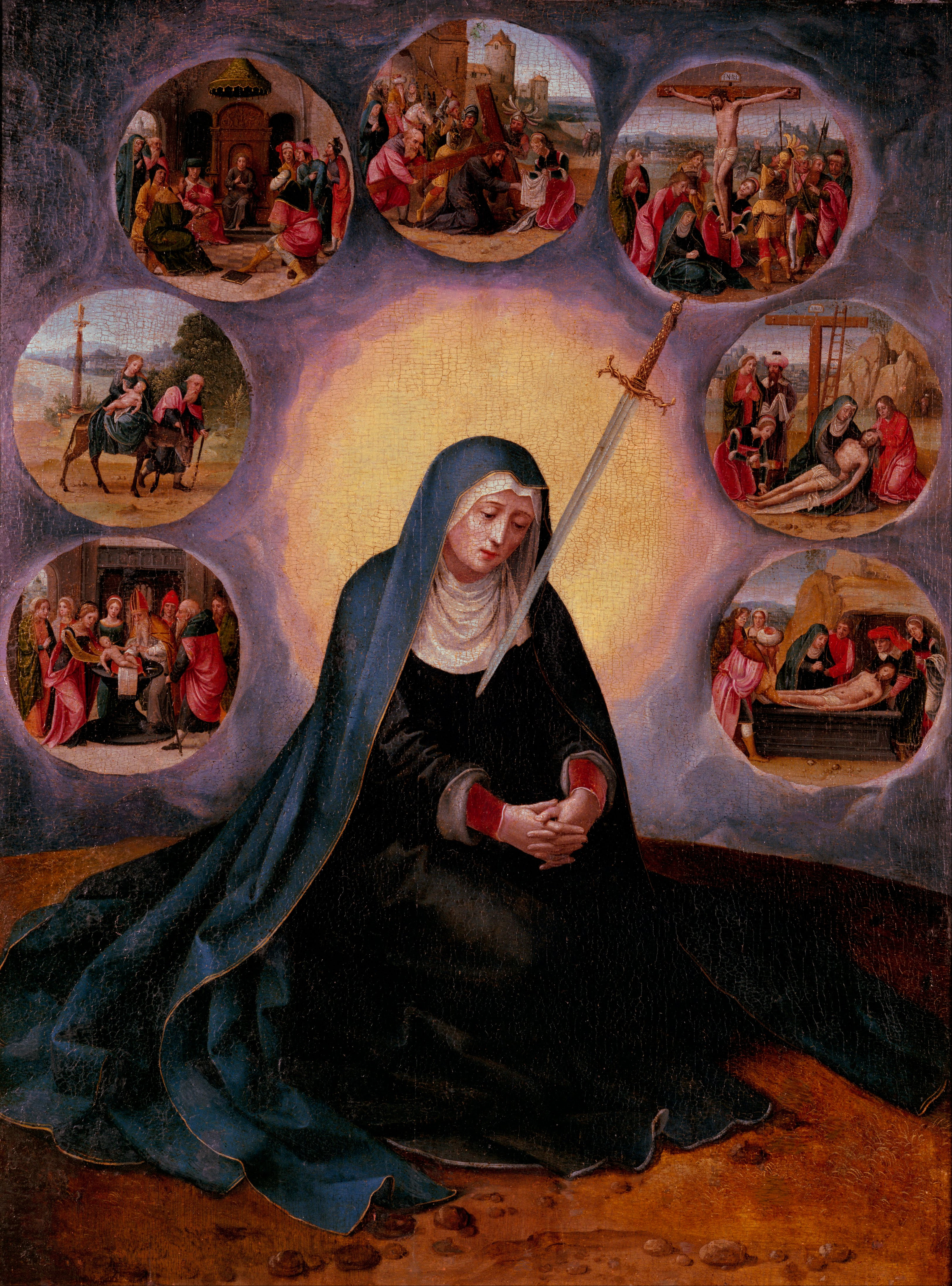
Jungfrun av de sju smärtorna, oljemålning av Mästaren av kvinnliga halvfigurer, sent 1500-tal.

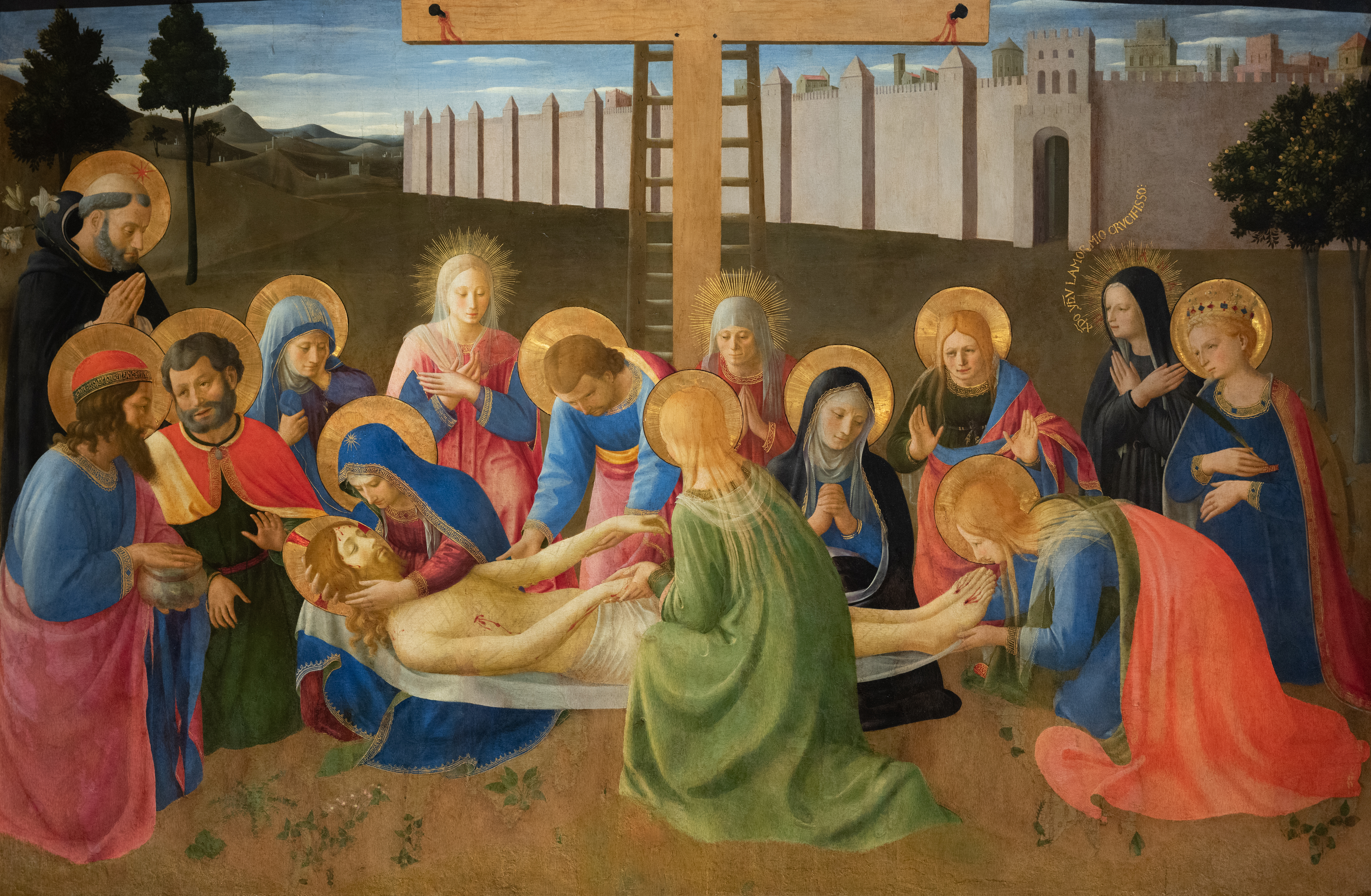
En av Jungfru Marie smärtor – Korsnedtagandet (målning av Fra Angelico).

Jungfru Marie smärtor (latin Beata Maria Virgo Perdolens) syftar på de sju specifika smärtor som Jungfru Maria upplevde under sitt liv. Jungfru Marie smärtor är minnesdag inom Romersk-katolska kyrkan och firas den 15 september. I denna egenskap kallas Jungfru Maria även för Mater Dolorosa och Maria Addolorata. Den liturgiska sekvensen Stabat Mater, ungefär "Maria smärtors fest", infördes 1727 i breviariet och romerska missalet för denna dag.
Det var först servitordens firande av Jungfru Marie smärtor som fick påvens godkännande, vilket skedde 1667, men det första altaret som uppfördes till Jungfru Marie smärtor var i klostret Schönau i Odenwald från 1221. Under medeltiden var det vanligt i Medelhavsländerna att minnas den sörjande modern under långfredagen. Påve Pius VII gjorde åminnelsedagen för Jungfru Marie smärtor global, för hela Katolska kyrkan, och förlade dagen till september. Den nuvarande åminnelsedagen, den 15 september, dagen efter det heliga korsets upphöjelse, härrör från påve Pius X, år 1913.
I ikonografin framställs Jungfru Marie smärtor med en lidande jungfru Maria, ibland med ett eller sju svärd i hjärtat.

## De sju smärtorna
1. Symeons profetia – Lukasevangeliet 2:34-35
2. Den heliga familjens flykt till Egypten – Matteusevangeliet 2:13
3. Jesusbarnet försvinner från Maria och Josef i tre dagar – Lukasevangeliet 2:43
4. Jungfru Maria möter sin Son på vägen till Golgata – Lukasevangeliet 23:27-31
5. Korsfästelsen, Jungfru Maria vid korset – Johannesevangeliet 19:25-27
6. Korsnedtagandet, Jungfru Maria håller sin döde Son i famnen  – Matteusevangeliet 27:57-61
7. Gravläggningen – Johannesevangeliet 19:40-42